# Římskokatolická farnost Dolní Bousov
Římskokatolická farnost Dolní Bousov (lat. Bausovium) je církevní správní jednotka sdružující římské katolíky na území města Dolní Bousov a v jeho okolí. Organizačně spadá do mladoboleslavského vikariátu, který je jedním z 10 vikariátů litoměřické diecéze. Centrem farnosti je kostel svaté Kateřiny Alexandrijské v Dolním Bousově.

## Historie farnosti
Jedná se o starobylou středověkou farnost (plebánii), jejíž datum založení není známo, nicméně jsou známa jména duchovních zde působících od 2. poloviny 14. století. Farnost zanikla v období husitských válek a byla kanonicky farnost znovu obnovena až v roce 1753. Od tohoto roku jsou zachovány také místní matriky.
Ve 21. století je farnost Dolní Bousov z důvodu efektivity duchovní správy administrována excurrendo v rámci farního obvodu děkanství Sobotka, které se nachází v turnovském vikariátě.

### Duchovní správcové vedoucí farnost
Začátek působnosti jmenovaného v duchovní správě farnosti od:
- Milk, † 1374
- 1374   Mathias
- 1385   Albertus
- 1404   Joannes
- 1409   Bartholomaeus
- 1412   Crux z Březiny
- 1413   Wenceslaus
- 1765   Wenceslaus Streer
- 1777   Math. Neümann
- 1796   Anton. Zwittinger
- 1815   Ioann. Grossinger, n. 16. 5. 1780 Neobolesl, o. 8. 9. 1804, † 1. 11. 1839
  - 1833–1836 Damián Šimůnek, kaplan, n. 19. 2. 1810 Haratice, † 9. 8. 1895 Dolní Bousov[4]
- 1837   Joann. Palanek, n. 19. 9. 1793 Navaroviens. o. 24. 8. 1819, † 29. 10. 1882
- 1840   par. vacat, admin. Anton. Kless
- 1841   Joann. Kollator, n. 16. 5. 1790 Bělá p. B., o. 28. 8. 1812
- 1874   Jos. Benda, n. 21. 12. 1843 Merklin, o. 15. 7. 1868, † 8. 1. 1903
- 1897   Jos. Calas. Koláček, n. 23. 7. 1861 Městská Habrová, o. 16. 5. 1886, † 8. 9. 1919
  - kol. r. 1900 František Soukal, kaplan
- 1904   Franc. Kollátor, n. 24. 4. 1864 Hoření Bousov, o. 25. 3. 1888, † 22. 12. 1941
- 1939   par. vacat, admin. int. Emil Brůna
- 1. 9. 1939   Jan Fornůsek, n. 29. 7. 1898 Kunovice, o. 1. 7. 1928, † 23. 5. 1963
- 1. 2. 1951 František Appl, admin.
- 1. 6. 1955 Josef Buchta, admin.; od r. 1986 admin. exc. z Března u Mladé Boleslavi[5]
- 1. 5. 1999 Zdeněk Maryška, admin. exc. ze Sobotky
- 1. 10. 2017 Pavel Michalec, admin. exc. ze Sobotky
- 1. 5. 2021 Tomasz Dziedzic, admin. exc. z Rovenska pod Troskami
- 1. 8. 2021 Václav Novák, admin. exc. ze Sobotky[6]

Kromě kněží stojících v čele farnosti, působili ve farnosti v průběhu její historie i jiní kněží. Většinou pracovali jako farní vikáři, kaplani, katecheté, výpomocní duchovní aj.

## Území farnosti
Do farnosti náleží území obce:
- Dolní Bousov (Unter-Bautzen, Unterbauzen[1])[p 2]
- Horní Bousov (Oberbautzen[3])[p 2]
- Přepeře
- Rohatsko
- Vlčí Pole

## Římskokatolické sakrální stavby a místa kultu na území farnosti
| | Fotografie     | Stavba                                                             | Místo          | Bohoslužby                      | Zeměpisné souřadnice                                              | Status                     | Číslo kulturní památky                       |
| Kostely a fara | Kostely a fara | Kostely a fara                                                     | Kostely a fara | Kostely a fara                  | Kostely a fara                                                    | Kostely a fara             | Kostely a fara                               |
| --- | -------------- | ------------------------------------------------------------------ | -------------- | ------------------------------- | ----------------------------------------------------------------- | -------------------------- | -------------------------------------------- |
| 1. |                | Kostel sv. Kateřiny                                                | Dolní Bousov   | bližší informace o bohoslužbách | západně od náměstí T. G. Masaryka 50°26′21″ s. š., 15°7′36″ v. d. | farní kostel               | 47185/2-1541 (Pk•MIS•Sez•Obr•WD) (Q24459553) |
| 2. |                | Kostel sv. Šimona a Judy                                           | Vlčí Pole      | bližší informace o bohoslužbách | východní část vsi, při zámku 50°24′50″ s. š., 15°8′19″ v. d.      | filiální kostel, hřbitovní | 15725/2-1759 (Pk•MIS•Sez•Obr•WD) (Q25455078) |
| 3. |                | Fara                                                               | Dolní Bousov   | —                               | Kostelní 141 50°26′21″ s. š., 15°7′35″ v. d.                      | bývalé sídlo farního úřadu | 10051/2-4286 (Pk•MIS•Sez•Obr•WD) (Q31953137) |
| Výklenkové kaple, kříže a sochy |                |                                                                    |                |                                 |                                                                   |                            |                                              |
| 4. |                | Sloup se sochou Panny Marie s Jezulátkem                           | Dolní Bousov   | bohoslužby příležitostně        | náměstí T. G. Masaryka 50°26′19″ s. š., 15°7′40″ v. d.            | mariánský sloup            | 17272/2-1542 (Pk•MIS•Sez•Obr•WD) (Q37175843) |
| 5. |                | Venkovní kříž                                                      | Dolní Bousov   | bohoslužby příležitostně        | při čp. 157 50°26′13″ s. š., 15°7′29″ v. d.                       | krucifix                   | 15966/2-1543 (Pk•MIS•Sez•Obr•WD) (Q37175860) |
| 6. |                | Původní podstavec k soše sv. Isidora nyní opatřen venkovním křížem | Horní Bousov   | bohoslužby příležitostně        | při silnici na Dobšín 50°28′8″ s. š., 15°6′42″ v. d.              | krucifix                   | 29894/2-1540 (Pk•MIS•Sez•Obr•WD) (Q37282945) |
| 7. |                | Socha sv. Jana Nepomuckého                                         | Horní Bousov   | bohoslužby příležitostně        | 50°27′42″ s. š., 15°7′2″ v. d.                                    | socha                      | 104894 (Pk•MIS•Sez•Obr•WD) (Q37282962)       |
| 8. |                | Venkovní kříž                                                      | Přepeře        | bohoslužby příležitostně        | 50°28′3″ s. š., 15°6′7″ v. d.                                     | krucifix                   | —                                            |
| 9. |                | Mariánská kaplička                                                 | Rohatsko       | bohoslužby příležitostně        | 50°26′25″ s. š., 15°6′21″ v. d.                                   | výklenková kaple           | —                                            |
| 10. |                | Kaplička                                                           | Vlčí Pole      | bohoslužby příležitostně        | kaple na návsi, u čp. 24                                          | výklenková kaple           | —                                            |
| Některé drobné sakrální stavby a pamětihodnosti lze dohledat zde v databázi Drobné sakrální památky Zaniklé sakrální stavby lze dohledat zde v databázi Poškozené a zničené kostely, kaple a synagogy v České republice |                |                                                                    |                |                                 |                                                                   |                            |                                              |

Ve farnosti se mohou nacházet i další drobné sakrální stavby, místa římskokatolického kultu a pamětihodnosti, které neobsahuje tato tabulka.